# Breitenthal (Renânia Palatinado)
Breitenthal (Renânia Palatinado) é um município da Alemanha localizado no distrito (Kreis ou Landkreis) de Birkenfeld, na associação municipal de Verbandsgemeinde Herrstein, no estado da Renânia-Palatinado.